# Quinto Fabio Máximo Eburno
Quinto Fabio Máximo Eburno  fue un político y cónsul de la República romana, perteneciente a la gens Fabia, un clan de origen patricio. Era hijo de Quinto Fabio Máximo Serviliano.

## Carrera política
Máximo Eburno obtuvo la pretura venciendo en las elecciones con el máximo número de votos y obteniendo por tanto el puesto de pretor urbano en 118 a. C. En esta condición presidió el juicio de Cayo Papirio Carbón acusado de traición por Lucio Licinio Craso.
Obtuvo el consulado en 116 a. C. con Cayo Licinio Geta. Eburno era conocido en Roma por la severidad de la que hacía gala con su familia, tanto es así que asesinó a su hijo por inmoralidad. Por ello fue repudiado por la sociedad romana y acusado por Cneo Pompeyo Estrabón de excederse de los límites de su patria potestas. Máximo Eburno fue condenado al exilio, probablemente en Nocera Umbra.